# 1661年聖職者法
1661年聖職者法（英語: Clergy Act 1661）は、イングランド議会により制定された法律。同法により、1642年聖職者法が廃止された。

## 概要
1642年聖職者法により、キリスト教の聖職者は世俗に対する管轄権などの権力を持つことを禁じられた。これは聖職者が庶民院議員や枢密顧問官に就任できないことを意味したほか、聖職貴族を貴族院から排除することにもなった。
イングランド王政復古の後、1661年聖職者法の制定に伴い1642年聖職者法が廃止され、聖職貴族は貴族院に復帰した。
1863年制定法整理法で廃止された。